# Namen chinesischer Kaiser
In westlichen Veröffentlichungen herrscht häufig Verwirrung um die Namen chinesischer Kaiser. Dieselbe historische Persönlichkeit taucht in Büchern und Artikeln unter oft unterschiedlichen Bezeichnungen auf, die sie zuweilen als unterschiedliche Personen erscheinen lassen. Dies liegt an einer Besonderheit der Benennung von Herrschern und ihrer Regierungszeiten in China, die sich auch in den Nachbarregionen Korea, Japan und Vietnam etabliert hat. Aufgrund dieser Besonderheit können Kaiser unter folgenden Bezeichnungen in geschichtlichen Darstellungen aufscheinen:
- Persönlicher Name (Eigenname)
- Regierungsdevise bzw. Äraname (chinesisch 年號 / 年号, Pinyin nianhao)
- Tempelname (chinesisch 廟號 / 庙号, Pinyin miàohào)
- Ehrenname / Postumer Titel (chinesisch 謚號 / 谥号, Pinyin shì hào, auch: 諡號)

Grundlage und Ursache dieser im Westen wenig beachteten, mindestens aber in Laienkreisen völlig unverstandenen Form des Umgangs mit Herrschaftsbezeichnungen sind zum einen der Ahnenkult, der zur Verleihung von titelgleichen Tempelnamen nach dem Tode eines Herrschers führt, sowie die Sitte, Herrschaftszeiten von Kaisern mit Namen zu versehen, den o. g. Regierungsdevisen: also sozusagen das Motto, unter dem ein Kaiser regiert.
Da vor allem Kaiser späterer Dynastien häufig nur eine Regierungsdevise für ihre gesamte Herrschaftszeit gebrauchten – wie z. B. der berühmte Kangxi-Kaiser – sind diese Bezeichnungen häufig als die Namen der Kaiser missverstanden worden. So hat dieser Name sich eingebürgert, während der persönliche Name Aisin Gioro Xuanye, der Tempelname (Qing) Shengzu und der Ehrenname Rendi ist. Dies wäre ein wenig vergleichbar, wenn man in der deutschen Geschichte vom Bundeskanzler Wende oder Blühende Landschaften sprechen würde, anstatt ihn mit seinem Namen Helmut Kohl zu bezeichnen.